# Орден на Почетния легион
Орденът на Почетния легион (на френски: Ordre national de la Légion d'honneur) е френски национален орден (организация), учреден от Наполеон Бонапарт на 19 май 1802 г. по примера на рицарските ордени.
Съгласно кодекса на Почетния легион, тази почетна организация има статут и права на юридическо лице. Принадлежността към Ордена е висш знак за отличие, почит и официално признание за особени заслуги във Франция.
Приемането на членове на Ордена се осъществява за изключителни военни или граждански заслуги от президента на Френската република, който по длъжност е Велик магистър (grand maître) на Ордена.
Почетният легион е една от най-важните институции на френската държава и един от символите на френската република. С някои изключения, в Ордена не приемат членове посмъртно. По думите на генерал Шарл де Гол „...Почетният легион е общество на живия елит ...“

## Звания на членовете на Ордена
Съгласно член R6 от кодекса на Ордена, Почетният легион (организацията) се състои (в низходящ ред) от пет категории (степени) на членовете:
- кавалери на големия кръст (grand’croix)
- велики офицери (grands officiers)
- командори (commandeurs)
- офицери (officiers)
- кавалери (chevaliers)

Кавалерите на големия кръст и великите офицери са висши членове на Ордена (dignitaires).

## Българи, носители на Орден на Почетния легион
- Тодор Живков
- ген. Иван Фичев
- ген. Владимир Стойчев
- Желю Желев
- Росен Плевнелиев
- Димитър Станчов
- Иван Станчов
- Меглена Кунева[1](2019)
- Капитан 1 ранг Борис Рогев(1939)
- Вицеадмирал Митко Петев(2020)
- Контраадмирал Иван Вариклечков
- проф. д-р Марин Ас. Петров
- Анастасия Мозер